# Armeret jord
Armeret jord eller forstærket jord er en konstruktionsteknik, hvor man armerer jord ved at tilføje flere lag med horisontale trækbånd af f.eks. aluminium, jern eller syntetiske duge, der øger friktionen i jorden som gør at den kan holde til større trækspændinger. 

At indlægge armering i jorden, så den kan optage trækspændinger og derigennem blive forstærket, blev foreslået i 1960'erne af franskmanden Henri Vidal.

## Anvendelse
Det er ofte brugt til motorvejsramper eller vejbroer, der kan virke som erstatning for beton, da det er billigere og hurtigere.